# برنت فکتوری (ویرجینیای غربی)
برنت فکتوری (به انگلیسی: Burnt Factory) یک منطقهٔ مسکونی در ایالات متحده آمریکا است که در شهرستان مورگان، ویرجینیای غربی واقع شده‌است.